# Ronde van Italië 2023/Zevende etappe
De zevende etappe van de Ronde van Italië 2023 werd verreden op 12 mei. De winnaar van deze etappe was de Italiaan Davide Bais.

## Verloop
Davide Bais vertrok aan het begin van de etappe samen  met Simone Petilli, Karel Vacek en Henok Mulubrhan in de vroege vlucht. Toen deze vier renners onderweg waren naar de top van de Roccoraso moest Mulubrhan lossen bij de andere drie renners. Deze behielden lange tijd een zeer geruime voorsprong op het peloton. Zo'n 200 meter voor de aankomst op de Gran Sasso trok Bais ten aanval en liet zijn twee andere medevluchters achter. Bais kwam als eerste over de streep en behaalde zodoende een zeer belangrijke overwinning voor EOLO-Kometa. De ploeg waar Alberto Contador mede-eigenaar van is.
Leider van het bergklassement, Thibaut Pinot, raakte de leiding van dit klassement kwijt aan Davide Bais.

## Uitslagen
| Capua - Gran Sasso (218 km) |                   |                          |          |
| Plaats                      | Naam              | Ploeg                    | tijd     |
| Winnaar                     | Davide Bais       | EOLO-Kometa              | 6u08'40" |
| 2                           | Karel Vacek       | Team Corratec            | + 9"     |
| 3                           | Simone Petilli    | Intermarché-Circus-Wanty | + 16"    |
| 4                           | Remco Evenepoel   | Soudal-Quick Step        | +3'10"   |
| 5                           | Primož Roglič     | Jumbo-Visma              | z.t.     |
| 6                           | Thibaut Pinot     | Groupama-FDJ             | z.t.     |
| 7                           | Thomas Champion   | Cofidis                  | z.t.     |
| 8                           | João Almeida      | UAE Team Emirates        | z.t.     |
| 9                           | Eddie Dunbar      | Team Jayco AlUla         | z.t.     |
| 10                          | Christian Scaroni | Astana Qazaqstan Team    | z.t.     |

| Algemeen klassement |                        |                    |           |
| Plaats              | Naam                   | Ploeg              | Tijd      |
| Roze trui           | Andreas Leknessund     | Team DSM           | 29u02'38" |
| 2                   | Remco Evenepoel        | Soudal-Quick Step  | + 28"     |
| 3                   | Aurélien Paret-Peintre | AG2R-Citroën       | + 30"     |
| 4                   | João Almeida           | UAE Team Emirates  | + 1'00"   |
| 5                   | Primož Roglič          | Jumbo-Visma        | + 1'12"   |
| 6                   | Geraint Thomas         | INEOS Grenadiers   | + 1'26"   |
| 7                   | Aleksandr Vlasov       | BORA-hansgrohe     | z.t.      |
| 8                   | Tao Geoghegan Hart     | INEOS Grenadiers   | +1'30"    |
| 9                   | Lennard Kämna          | BORA-hansgrohe     | +1'54"    |
| 10                  | Damiano Caruso         | Bahrain-Victorious | + 1'59"   |

## Opgaven
Er zijn twee renners deze etappe niet gestart. Het totale aantal renners die deze ronde hebben verlaten komt daardoor op zeven.
- Giovanni Aleotti (BORA-hansgrohe)
- Nicolo Conci (Alpecin-Deceuninck)

1e etappe ·
2e etappe ·
3e etappe ·
4e etappe ·
5e etappe ·
6e etappe ·
7e etappe ·
8e etappe ·
9e etappe ·
10e etappe ·
11e etappe ·
12e etappe ·
13e etappe ·
14e etappe ·
15e etappe ·
16e etappe ·
17e etappe ·
18e etappe ·
19e etappe ·
20e etappe ·
21e etappe
Startlijst · Eindstanden · Afbeeldingen